# Sergio De Simone
Sergio De Simone, né à Naples le 29 novembre 1937 et mort le 20 avril 1945 à Hambourg, est un enfant victime de la Shoah : arrêté avec sa famille juive pendant des vacances d'été à Rijeka (aujourd'hui en Croatie mais, à l'époque, territoire du royaume d'Italie), il est déporté en Allemagne, soumis à des expérimentations humaines puis assassiné.
Âgé de sept ans, Sergio De Simone est l'une des victimes du massacre des enfants de Bullenhuser Damm. Vingt enfants, de nationalités diverses, ont été sélectionnés par Joseph Mengele en tant que cobayes humains pour servir les expérimentations de Kurt Heissmeyer au camp de concentration de Neuengamme, près de Hambourg. Alors que les Alliés se rapprochent de la ville, les criminels menant ces expériences cherchent à détruire les preuves de leurs exactions : les vingt enfants, ainsi que leurs quatre accompagnateurs adultes et vingt-quatre prisonniers soviétiques sont emmenés dans la cave de Bullenhuser Damm et y sont assassinés.
Même si l'histoire et l'identité des enfants restent méconnues dans l'immédiat après-guerre, elles finissent par être recoupées grâce aux recherches du journaliste allemand Günther Schwarberg (1926-2008) et de son épouse, l'avocate Barbara Hüsing. Désormais, la mémoire des enfants est commémorée à l'échelle internationale : de nombreux ouvrages et films documentent leur histoire ainsi que la fondation des enfants de Bullenhuser Damm.
Dans la rue où vivaient Sergio De Simone et sa famille à Naples se trouve une plaque commémorative et un Stolperstein porte son nom, qui est commémoré chaque année le 27 janvier, lors de la journée internationale dédiée à la mémoire des victimes de l'Holocauste.